# Westfalia Mobil

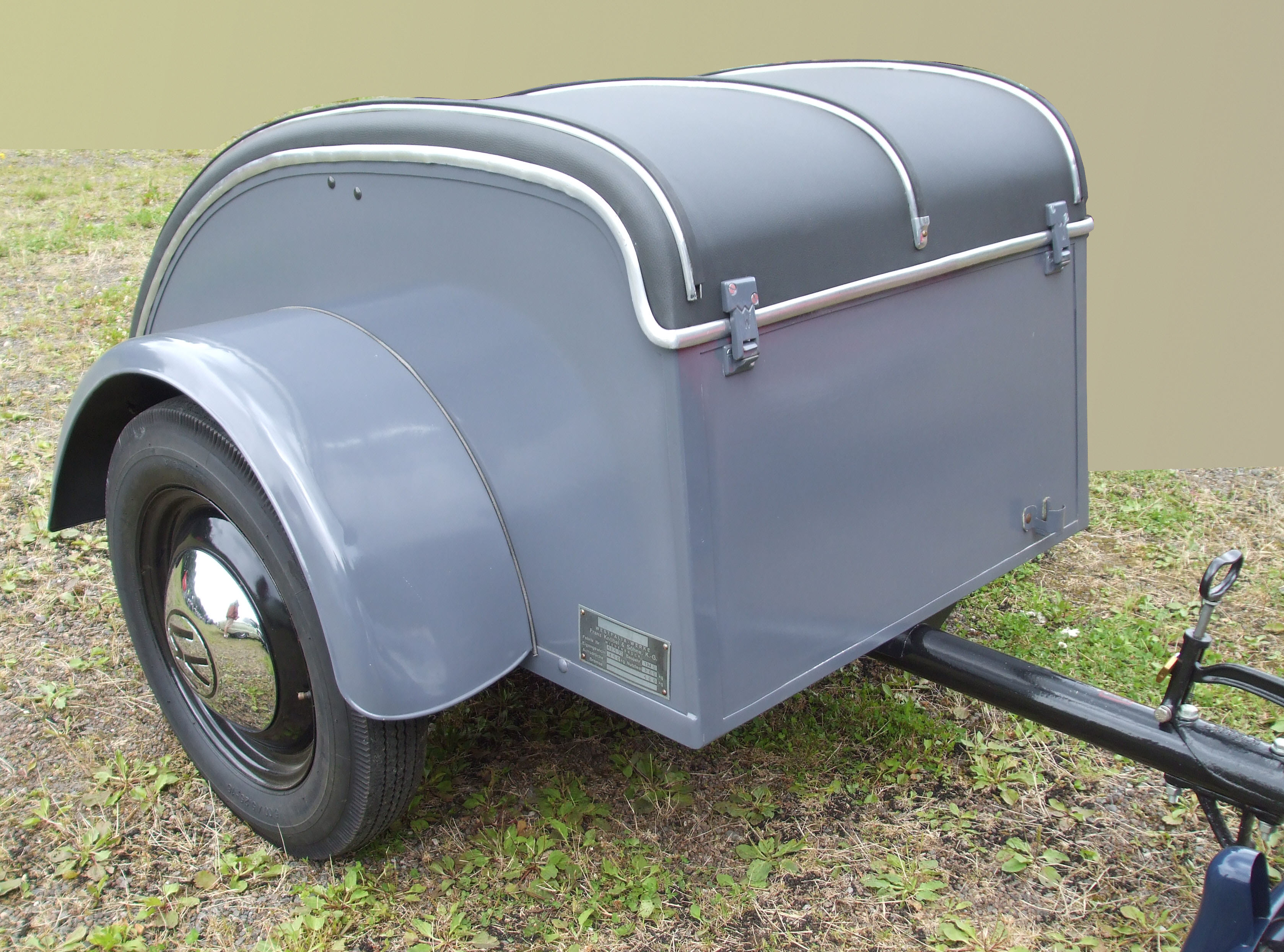
Anhänger „Wolfsburg“ 1949

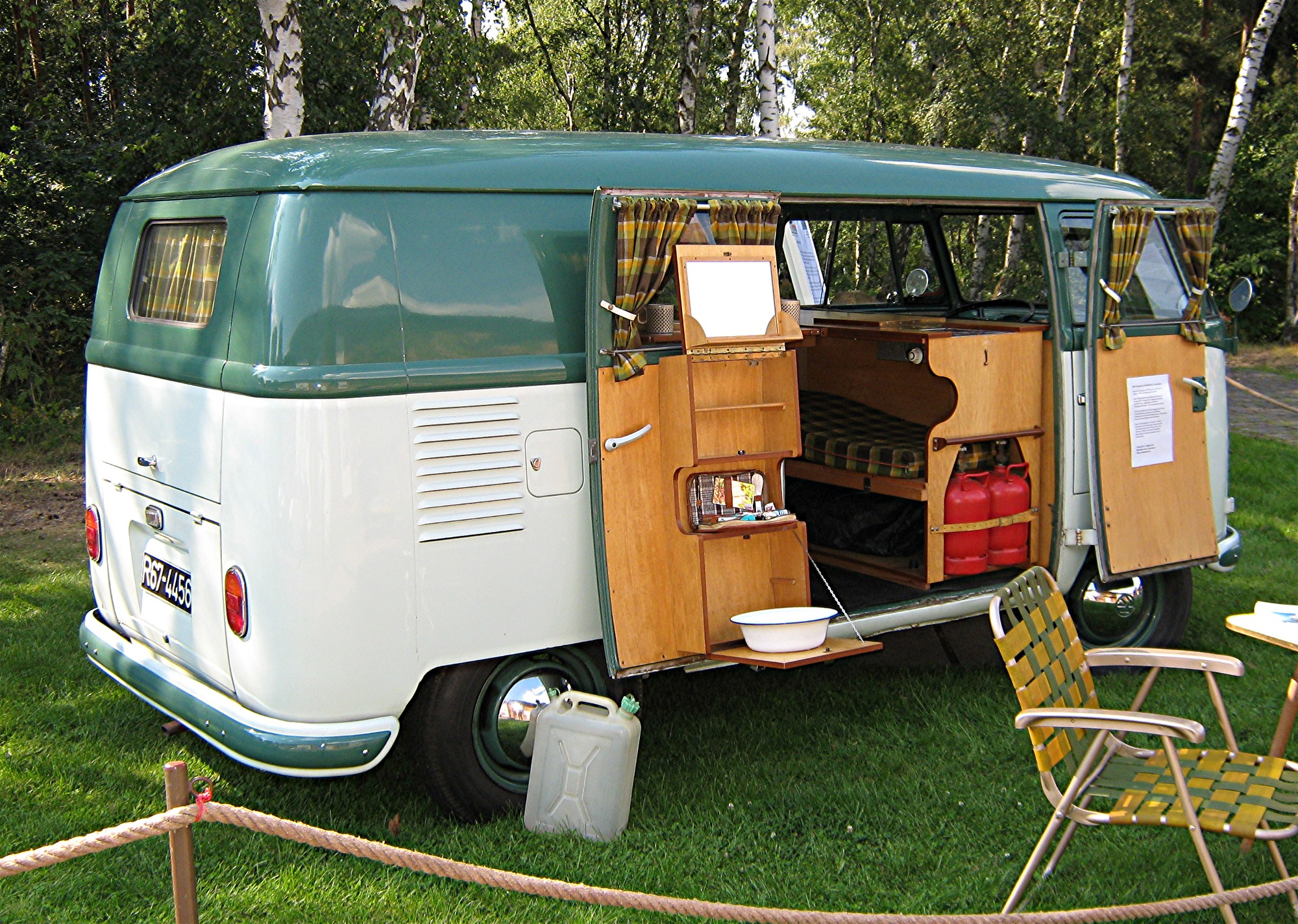
Campingbox 1950

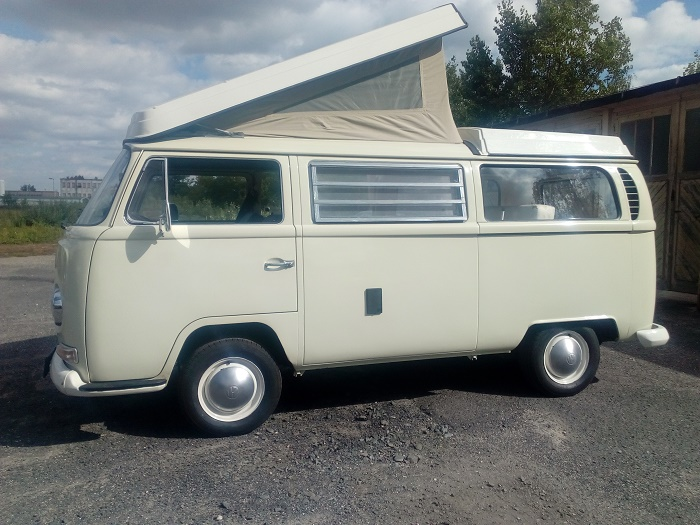
1968 VW T2a Westfalia, SO67/ SO42

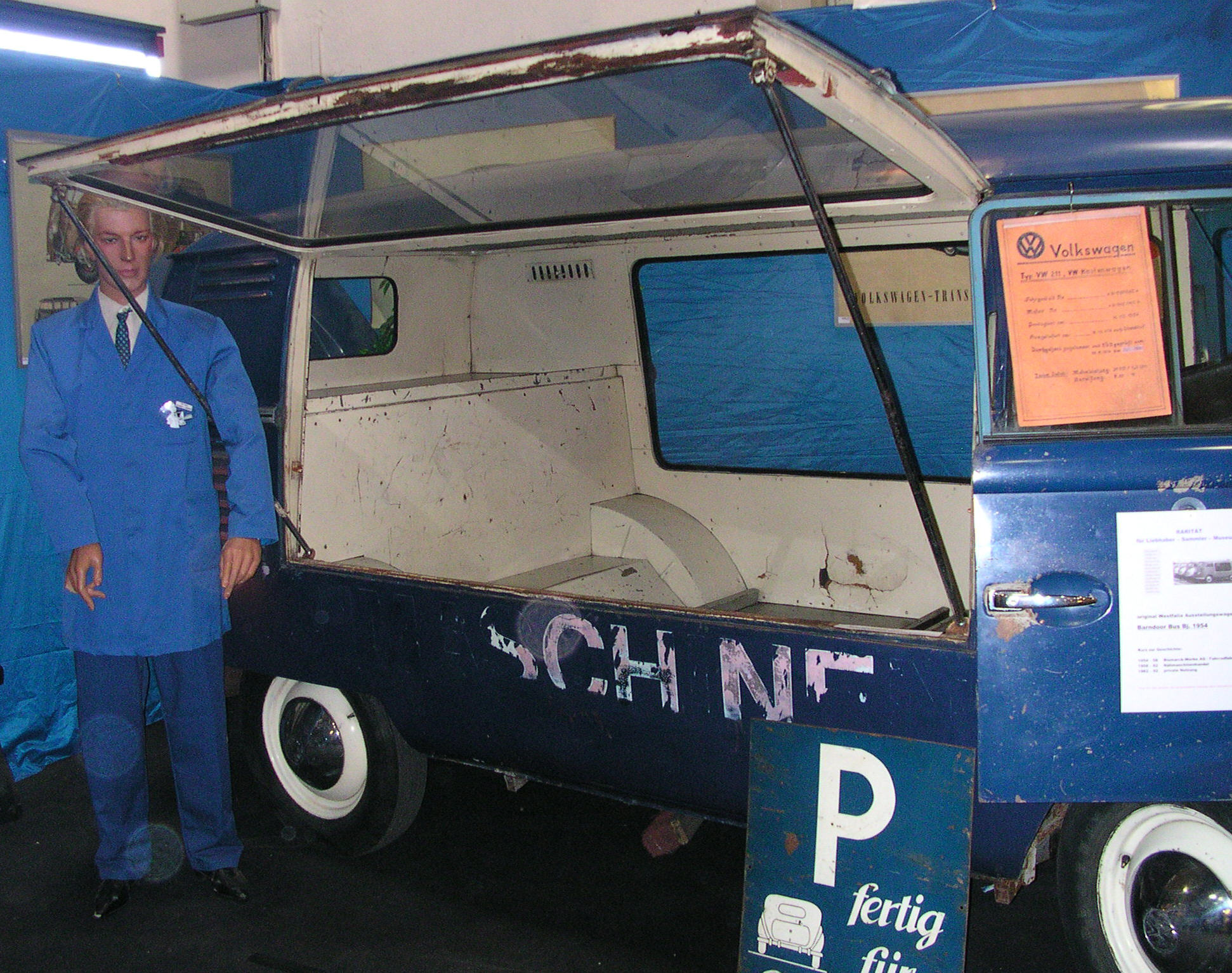
Ausstellungswagen

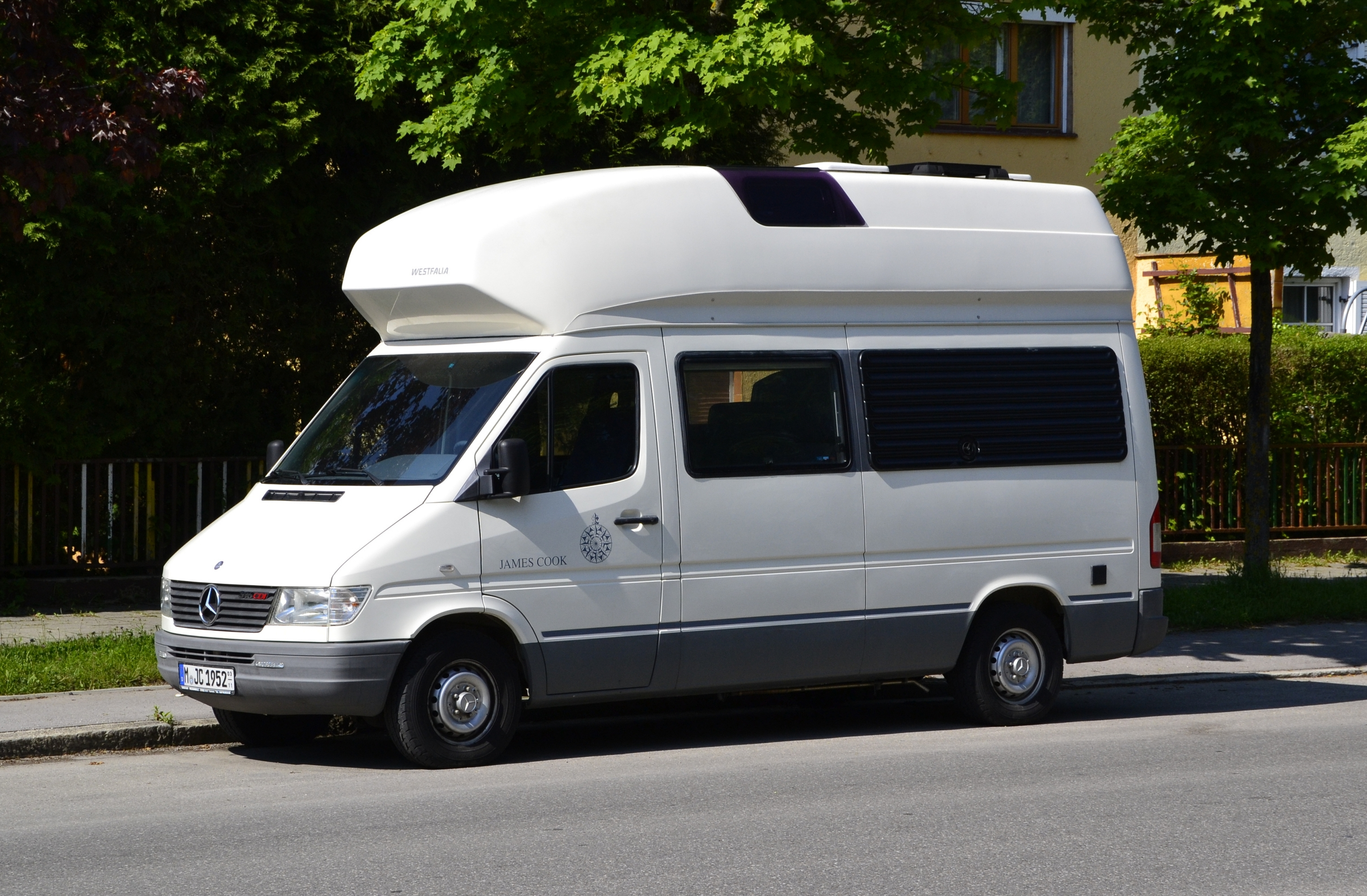
James Cook

Westfalen Mobil GmbH ist ein Fahrzeugbau-Unternehmen in der ostwestfälischen Stadt Rheda-Wiedenbrück. Seit November 2010 gehört es zur französischen Rapido-Gruppe, einem strategischen Investor. Bis dahin firmierte das Unternehmen lange unter dem Namen Westfalia Van Conversion GmbH. Westfalia stellt vor allem Reisemobile her und hatte im 20. Jahrhundert mit Produkten wie dem Joker und James Cook großen Erfolg.

## Geschichte
Am 1. Oktober 1844 eröffnete Johann Bernhard Knöbel eine Schmiede, in der Pferdewagen gebaut wurden. Der Bau des Bahnhofs der Köln-Mindener Eisenbahn-Gesellschaft und die Fertigstellung der Bahnstrecke wenige Jahre später ließen ihn auf einen erhöhten Bedarf an solchen Fahrzeugen hoffen. Daneben wurden in der Schmiede – wie üblich – auch Pferde beschlagen. Später wurden auch Kutschen gebaut und Autos importiert. Im Jahr 1887 übernahm Wilhelm Knöbel als ältester Sohn den Betrieb. Sein Bruder Franz erhielt die Lackiererei und die Polsterei. Diese Partnerschaft bestand bis 1917, dann trennten sich die Brüder. Wilhelm nannte seinen neuen Betrieb WEKA-Fahrzeugbau und Franz gründete die Firma Westfalia.
Im Jahr 1927 bot Westfalia erstmals einen offenen Kastenanhänger für Pkw an und eröffnete damit eine Produktlinie, die für den Aufstieg des Unternehmens große Bedeutung erhielt. Zur Weiterentwicklung dieser Linie gehörte auch die 1932 entwickelte und weltweit eingeführte Kugelkopf-Anhängerkupplung.
Bis 1950 wurden in den Fertigungshallen auch Feldküchen, Lastwagenkarosserien, Anhänger und Wohnmobile hergestellt. In dieses Jahr fällt der Beginn einer langjährigen Zusammenarbeit mit Volkswagen. Das erste Ergebnis dieser Zusammenarbeit war die „Camping-Box“, eine Box für den VW T1, die diesen ferientauglich machte. Ab 1952 gab es auch ein Vorzelt dazu. In den Jahren bis 1958 wurde die Box stetig im Komfort verbessert, bis sie schließlich von komplett zu Wohnmobilen umgerüsteten VW-Bussen abgelöst wurde. 1959 konnte bereits der 1000. VW-Umbau gefeiert werden. Die Produktionszahlen stiegen mit dem stetigen Wachstum des deutschen Wohlstands:
| Jahr | Anzahl Fahrzeuge (gesamt) |
| ---- | ------------------------- |
| 1961 | 030.000                   |
| 1969 | 050.000                   |
| 1975 | 150.000                   |
| 1977 | 175.000                   |
| 1978 | 200.000                   |

Bekannte Modelle dieser Zeit waren der James Cook und der Sven Hedin. In einer weiteren Produktionslinie stellte Westfalia von 1952 bis 1979 auch Fahrerkabinen des Mercedes-Benz Unimog 401/411 her.

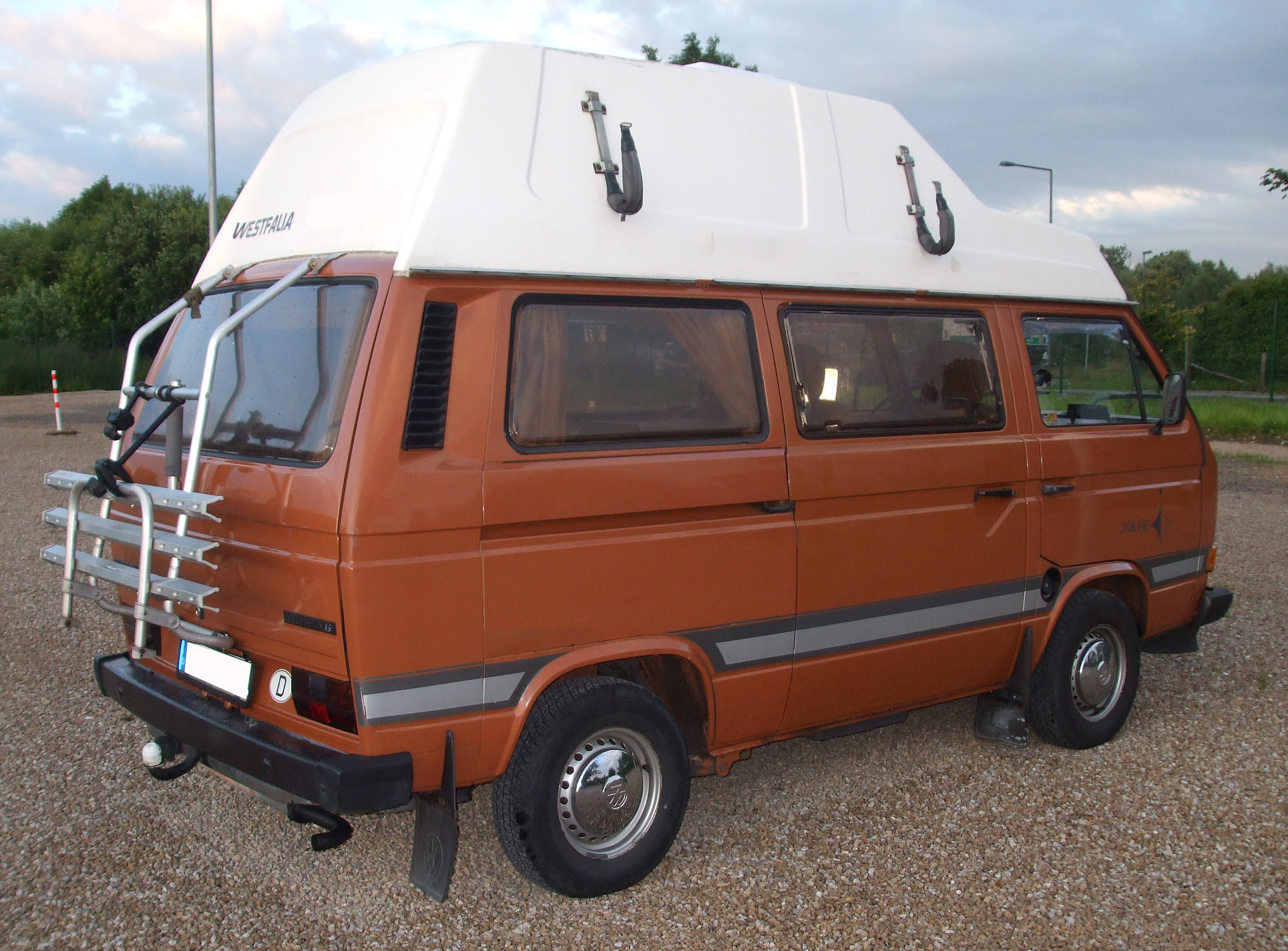
Joker

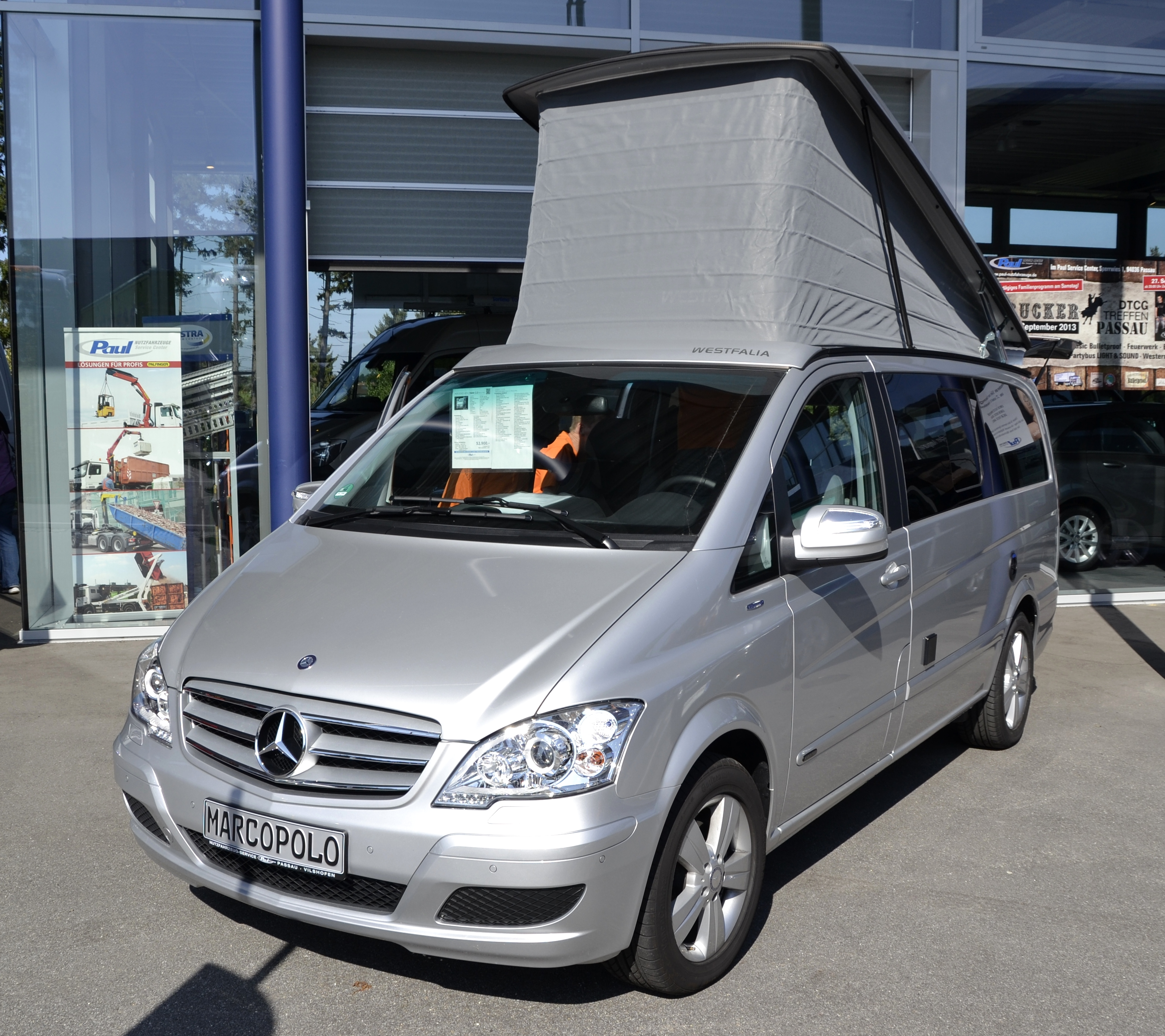
Westfalia Marco Polo (2013)

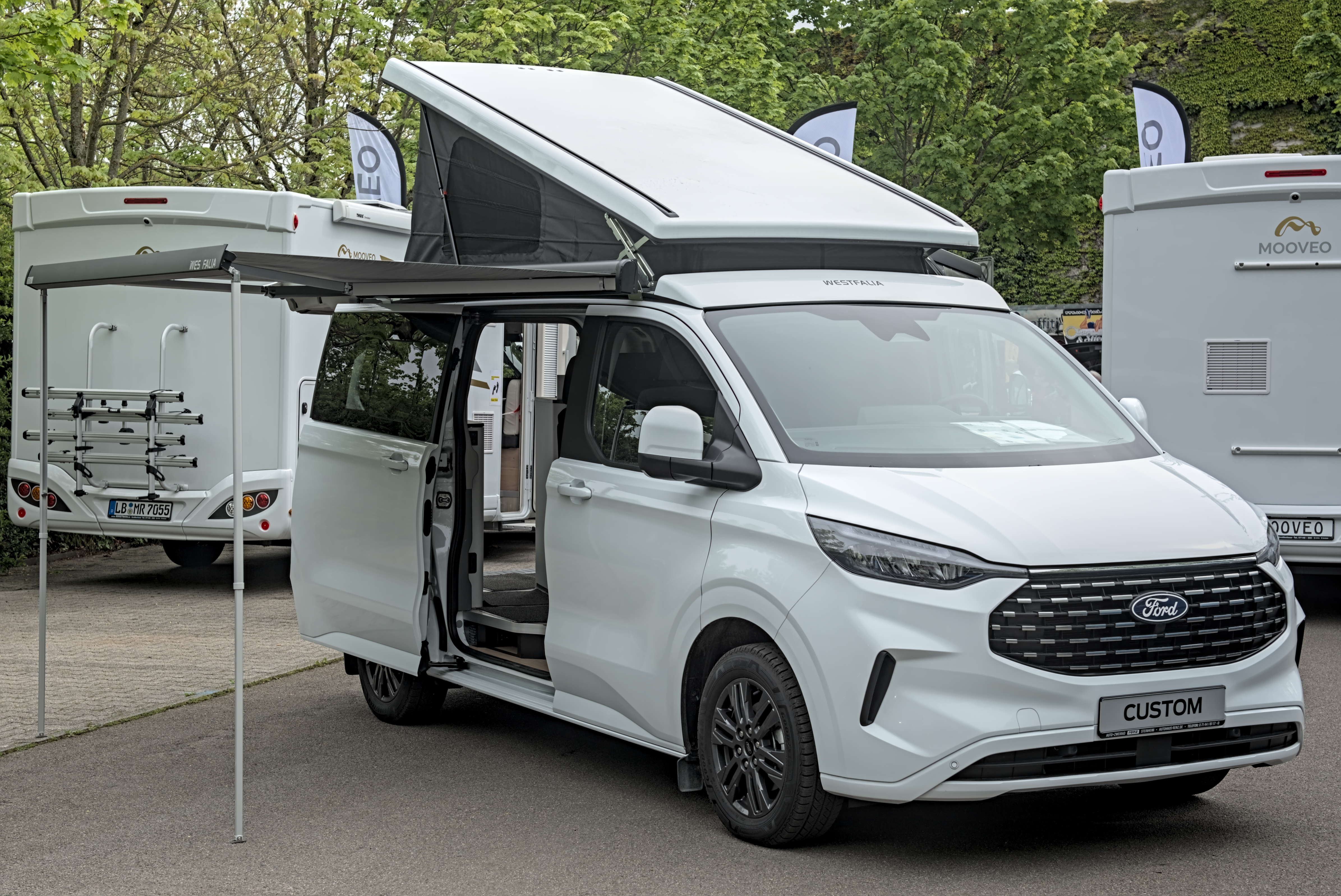
Nugget (2023)

Mit dem Jahr 1978 begann die Erfolgsgeschichte des Joker. Von ihm wurden bis 1987 70.000 Fahrzeuge verkauft. Für viele Camper wurde er zum „Multifahrzeug“, mit dem sie auch zum Einkaufen oder zur Arbeit fuhren. Auf diese Art konnte auf ein zusätzliches Auto verzichtet werden und die Anschaffung wurde für viele Haushalte überhaupt erst finanziell vertretbar.
Spätere Modelle waren der Nugget, der VW-California, der Vito Marco Polo, der Vito F und das teilintegrierte Reisemobil auf Ford-Transit-Basis, der Westvan.

## Niedergang, Neuanfang und Insolvenz

Ehemaliges Markenzeichen

Unstimmigkeiten in der Eigentümerfamilie Knöbel trieben das Unternehmen 1994 fast in den Ruin. Der von der Unternehmensleitung angekündigte Konkurs führte in der Belegschaft zu heftigen Protesten. Auf Transparenten an der Autobahn A2 forderte sie die „Entlassung“ der Familiengesellschafter. Zu dieser Zeit war Westfalia in Deutschland Marktführer für Anhängerkupplungen und die Belegschaft war von der Zukunft dieses Produkts und der damit verbundenen Arbeitsplätze überzeugt.
Es fanden sich drei Manager aus der Region Ostwestfalen (Gunther Berg, Werner Gehring und Mark Wössner), die das Unternehmen mit ihren Privatgeldern aufkauften. Die ehemaligen Familieneigentümer wurden durch Pensionszahlungen abgefunden. Die drei Geschäftsbereiche des Unternehmens wurden in jeweils eigenständige rechtliche Einheiten umgewandelt:
- Westfalia Trailer Group GmbH
- Westfalia Van Conversion GmbH
- Westfalia-Automotive GmbH & Co. KG.

1999 war die wirtschaftliche Situation so weit stabilisiert, dass ein Weiterverkauf der neu gebildeten Firmen in Betracht gezogen werden konnte. Die Westfalia Van Conversion GmbH ging zunächst zu 49 % in den Besitz von DaimlerChrysler über und im Jahr 2001 zu 100 %. Eine geplante Produktionsverlagerung nach Düsseldorf, die ursprünglich einen Totalverlust der ca. 250 Arbeitsplätze in Rheda-Wiedenbrück bedeutet hätte, konnte durch einen Anfang 2006 geschlossenen Standortsicherungsvertrag zwischen Betriebsrat und Betriebsleitung verhindert werden. In den Standort sollten sechs Millionen Euro investiert werden. Im Oktober 2007 wurde Westfalia Van Conversion von Daimler an die Aurelius AG, eine Münchner Industrieholding, verkauft. Seit 2009 hat Westfalia das alleinige Vertriebsrecht für den Sprinter James Cook. Bis auf den Mercedes-Benz Marco Polo werden die produzierten Reisemobile durch ein eigenes Händlernetz vermarktet.
In das ertragsstarke Geschäft der Westfalia Automotive mit Anhängerkupplungen trat mit 85 % Anteil die amerikanisch-britische Beteiligungsgesellschaft Granville Baird Capital Partners ein. Die restlichen 15 % Kapitalanteile übernahm das neue fünfköpfige Management (2 Geschäftsführer und 3 Prokuristen) mit Unterstützung der Kreditanstalt für Wiederaufbau (KfW). Dieser Finanzierung lag das Leveraged-Buy-Out-Schema (40 % Eigenkapital und 60 % Fremdkapital) zu Grunde. Das Investitionsvolumen von Granville Baird betrug im Jahr 2000 allein 11,7 Mio. Euro. Mit 385 Mitarbeitern wurden 110 Mio. Euro Umsatz erwirtschaftet. Die Ausrichtung der Investitionen hatte einen verstärkten Export zum Ziel, um den bis dahin geringen Exportanteil von 10 % der Produktion zu erhöhen.
Nachdem das Unternehmen im Januar 2010 in CVC-Camping Van Conversion umbenannt wurde, stellte es am 27. Januar 2010 einen Insolvenzantrag. Im November 2010 kaufte die französische Rapido-Gruppe die CVC Camping Van Conversion GmbH. Nach der Übernahme wurde das Unternehmen in Westfalia Mobil GmbH umbenannt und arbeitet seither wieder erfolgreich. Seit 16. Februar 2015 heißt das Unternehmen Westfalen Mobil GmbH. Seit Mitte 2017 betreibt die Westfalia Mobil GmbH als Schwestergesellschaft der Westfalen Mobil GmbH ein Werk in Gotha.

## Fahrzeuge
Derzeit werden von Westfalia folgende Campingfahrzeuge angeboten:
- Amundsen und Columbus auf Basis des Fiat Ducato
- Club Joker und Club Joker City auf Basis des Volkswagen Transporter T6
- Jules Verne auf Basis des Mercedes-Benz Vito und Kepler auf Basis des Volkswagen Transporter T6
- Marco Polo und Marco Polo Activity auf Basis der Mercedes-Benz V-Klasse
- Westfalia Business Edition, Euroline und Nugget auf Basis des Ford Transit Custom